# Prvenstvo Jugoslavije u nogometu 1936./37.
Sezona Državnog prvenstva 1936./37. bila je četrnaesta sezona nacionalnog nogometnog natjecanja u Kraljevini Jugoslaviji. Natjecateljski sustav bio je dvostruki ligaški sustav. Pobijedio je zagrebački Građanski. Lanjski prvak, beogradski BSK, završio je na trećem mjestu, a lanjski doprvak, sarajevska Slavija, zauzeo je 5. mjesto.

Najviše pogodaka je postigao Blagoje Marjanović iz beogradskog BSK: 19 pogodaka u 17 susreta.
Jugoslavenske ekipe ponovno su zaigrale u Srednjoeuropskom kupu. U izdanju 1937. natjecala se jedna momčad.

## Novosti
Na skupštini JNS 17. srpnja 1936. odlučeno je da ligu za sezonu 1936./37. čine tri beogradska kluba (BSK, BASK i Jugoslavija), tri zagrebačka (Concordia, HAŠK i Građanski) i Hajduk iz Splita, te tri polufinalista iz tekućeg prvenstva (sezona 1935./36.): Slavija (Sarajevo), NAK (Novi Sad) i SK Ljubljana. Prije početka državnog prvenstva održana je još jedna skupština JNS-a, ovoga puta izvanredna, 9. kolovoza 1936., na kojoj se ponovno raspravljalo i glasovalo o sustavu natjecanja – ligaški sustav s deset klubova ili podsavezni sustav. Prevagu je odnio ligaški sustav (296:263 glasa). U optjecaju su bila dva prijedloga za sastavljanje lige. Oba prijedloga uključivala su tri kluba iz Beograda, tri kluba iz Zagreba i Hajduk iz Splita. Prema prvoj ideji za osmo mjesto bi konkurirali prvaci Ljubljanskog i Banjalučkog podsaveza, za deveto prvaci Osječkog, Subotičkog, Petrovgradskog i Novosadskog podsaveza, a za deseto prvak Sarajevskog podsaveza i osvajača Južnog kupa. Drugi prijedlog (Skopski podsavez), iz prvotnog s redovne skupštine, izazvao je jednog od polufinalista prošlogodišnjeg prvenstva – NAK iz Novog Sada. Morao bi u kvalifikacije s osječkom Slavijom. Kako je ovaj prijedlog dobio većinu, u istom su se mjesecu (23. i 30. kolovoza) igrale i kvalifikacijske utakmice u kojima je Slavija bila uspješnija. Sama rasprava bila je s nešto manje od stotinjak delegata, koji su mogli predstavljati više klubova, pa je bilo 547 opunomoćenika.

### Kvalifikacije
| Prva momčad  | Ukupno | Druga momčad   | 1. utakmica 23. 8. 1936. | 2. utakmica 30. 8. 1936. |
| ------------ | ------ | -------------- | ------------------------ | ------------------------ |
| NAK Novi Sad | 1:7    | Slavija Osijek | 1:3                      | 0:4                      |

## Sudionici
| Klub                                | Grad      | Stadion                        |
| ----------------------------------- | --------- | ------------------------------ |
| BASK                                | Beograd   | Igralište BASK-a               |
| BSK                                 | Beograd   | Igralište na Topčiderskom brdu |
| HŠK Concordia                       | Zagreb    | Stadion Concordije             |
| 1. hrvatski građanski športski klub | Zagreb    | Igralište Građanskog           |
| JŠK Hajduk                          | Split     | Stari plac                     |
| HAŠK                                | Zagreb    | Stadion Maksimir               |
| SK Jugoslavija                      | Beograd   | Igralište SK Jugoslavije       |
| SK Ljubljana                        | Ljubljana | Igralište ob Tyrševi cesti     |
| JŠK Slavija                         | Osijek    | Igralište kraj Drave           |
| SK Slavija                          | Sarajevo  | Igralište na Marindvoru        |

## Ljestvica
| mj.     | klub                | ut. | pob. | ner. | por. | gol+ | gol- | kvoc  | bod |
| ------- | ------------------- | --- | ---- | ---- | ---- | ---- | ---- | ----- | --- |
| 1.      | Građanski Zagreb    | 18  | 12   | 4    | 2    | 50   | 16   | 3,125 | 28  |
| 2.      | Hajduk Split        | 18  | 9    | 3    | 6    | 39   | 19   | 2,052 | 21  |
| 3.      | BSK Beograd         | 18  | 8    | 5    | 5    | 48   | 24   | 2,000 | 21  |
| 4.      | Jugoslavija Beograd | 18  | 9    | 3    | 6    | 39   | 28   | 1,392 | 21  |
| 5.      | Slavija Sarajevo    | 18  | 7    | 3    | 8    | 36   | 40   | 0,900 | 17  |
| 6.      | BASK Beograd        | 18  | 7    | 2    | 9    | 37   | 40   | 0,925 | 16  |
| 7.      | HAŠK Zagreb         | 18  | 5    | 6    | 7    | 22   | 39   | 0,564 | 16  |
| 8.      | Ljubljana           | 18  | 6    | 3    | 9    | 21   | 40   | 0,525 | 15  |
| 9.      | Concordia Zagreb    | 18  | 4    | 5    | 9    | 26   | 48   | 0,541 | 13  |
| 10.     | Slavija Osijek      | 18  | 5    | 2    | 11   | 23   | 47   | 0,489 | 12  |
|         |                     |     |      |      |      |      |      |       |     |
| Izvori: |                     |     |      |      |      |      |      |       |     |

|  | Građanski Zagreb je prvak Jugoslavije       |
|  | Slavija Osijek ispala u prvenstvo podsaveza |

## Rezultati
|                     | GRA | HAJ | BSK | JUG | SAR | BAS | HAŠ | LJU | CON | OSI |
| ------------------- | --- | --- | --- | --- | --- | --- | --- | --- | --- | --- |
| Građanski Zagreb    |     | 1:1 | 1:1 | 4:2 | 3:2 | 3:0 | 4:0 | 0:0 | 3:0 | 5:1 |
| Hajduk Split        | 0:1 |     | 4:2 | 1:2 | 3:1 | 3:1 | 7:0 | 6:0 | 5:0 | 4:2 |
| BSK Beograd         | 0:4 | 1:0 |     | 1:2 | 2:2 | 4:0 | 4:0 | 8:0 | 0:0 | 4:0 |
| Jugoslavija Beograd | 1:1 | 0:1 | 2:2 |     | 1:0 | 0:5 | 2:0 | 3:0 | 7:0 | 5:1 |
| Slavija Sarajevo    | 2:0 | 3:0 | 3:8 | 3:2 |     | 4:2 | 4:1 | 3:1 | 1:1 | 2:0 |
| BASK Beograd        | 2:4 | 2:1 | 3:1 | 1:2 | 2:2 |     | 2:1 | 4:1 | 3:1 | 3:0 |
| HAŠK Zagreb         | 0:4 | 0:0 | 2:1 | 1:1 | 3:1 | 2:2 |     | 3:1 | 4:2 | 2:2 |
| Ljubljana           | 0:4 | 0:1 | 0:3 | 2:1 | 4:1 | 2:1 | 0:0 |     | 3:0 | 2:0 |
| Concordia Zagreb    | 0:5 | 1:1 | 0:5 | 4:2 | 5:1 | 5:1 | 2:2 | 2:2 |     | 3:2 |
| Slavija Osijek      | 4:3 | 2:1 | 1:1 | 1:4 | 2:1 | 4:3 | 0:1 | 0:3 | 1:0 |     |

## Prvaci
Građanski (trener: Márton Bukovi)
Emil Urch
 Ivan Jazbinšek
Bernard Hügl
Jozo Kovačević
 Mirko Kokotović
 Svetozar Đanić
 August Lešnik
 Milan Antolković
 Branko Pleše
 Ivan Medarić

## Statistika

### Ljestvica strijelaca
| Pl. | Ime                  | Klub                  | Broj pogodaka |
| --- | -------------------- | --------------------- | ------------- |
| 1.  | Blagoje Marjanović   | BSK (Beograd)         | 19            |
| 2.  | August Lešnik        | Građanski (Zagreb)    | 16            |
| 3.  | Frane Matošić        | Hajduk (Split)        | 12            |
| 3.  | Aleksandar Petrović  | Jugoslavija (Beograd) | 12            |
| 3.  | Milan Rajlić         | Slavija (Sarajevo)    | 12            |
| 3.  | Rudolf Chmelicek     | Slavija (Osijek)      | 12            |
| 7.  | Branko Pleše         | Građanski (Zagreb)    | 11            |
| 7.  | Aleksandar Tomašević | BASK (Beograd)        | 11            |
| 9.  | Ivan Medarić         | Građanski (Zagreb)    | 8             |
| 9.  | Leo Lemešić          | Hajduk (Split)        | 8             |
| 9.  | Vojin Božović        | BSK (Beograd)         | 8             |
| 9.  | Dobrivoje Zečević    | Jugoslavija (Beograd) | 8             |
| 9.  | Ratomir Čabrić       | BASK (Beograd)        | 8             |

### Klubovi
Pojašnjenje: Ime i prezime igrača (broj nastupa u sezoni/broj golova u sezoni). Igrači su poredani prema poziciji u momčadi od golmana do napadača, a potom i po broju nastupa.
- Građanski (Zagreb)

Trener: Márton Bukovi (Mađarska)

Edmund Urch 18/0, Bernard Hügl 15/0, August Bivec 11/0, Miroslav Brozović 10/2, Franjo Cesarec 7/0, Marko Rajković 3/0, Ivan Jazbinšek 17/0, Josip Kovačević 16/0, Antun Pogačnik 5/0, August Jutt 3/0, Idriz Lađarević 2/0, Branko Pleše 17/11, Miroslav Kokotović 17/2, August Lešnik 15/16, Ivan Medarić 14/8, Svetozar Džanić 13/4, Milan Antolković 12/7, Boris Župančič 2/0, Dragutin Košutić 1/0
- Hajduk (Split)

Trener: Ante Blažević → Luka Kaliterna

Teodor Kriše 7/0, Srđan Mrkušić 5/0, Bartul Čulić 5/0, Božo Zekan 1/0, Šime Milutin 18/1, Jozo Matošić 18/0, Anđelko Marušić 18/0, Đuro Purišić 18/1, Ivan Radovniković 9/0, Miroslav Dešković 1/0, Ante Muljačić 1/0, Vladimir Kragić 18/7, Frane Matošić 18/12, Leo Lemešić 17/8, Ante Blažević 12/2, Ivo Alujević 10/4, Branko Bakotić 9/0, Mario Krulz 9/2, Josip Ružić 2/0, Kruno Kovačić 2/1
- BSK (Beograd)

Trener: Sándor Nemes (Mađarska)

Đorđe Popović 11/0, Franjo Glaser 7/0, Vlastimir Petković 10/0, Milorad Mitrović 10/0, Predrag Radovanović 8/1, Stojan Stajić 3/0, Gustav Lechner 16/0, Ivan Stevović 16/2, Milorad Arsenijević 12/0, Bruno Knežević 9/0, Đorđe Vujadinović 18/6, Svetislav Glišović 17/3, Blagoje Marjanović 17/19, Aleksandar Tirnanić 16/4, Vojin Božović 11/8, Slavko Šurdonja 8/5, Jovan Nikolić 5/0, Nikola Marjanović 2/0, Sreten Jovanović 2/0
- Jugoslavija (Beograd)

Trener: Franjo Giller & Ivan Kumanudi

Jovan Spasić 12/0, Dimitrije Kovačević 4/0, Eduard Plac 2/0, Stevan Stokić 11/0, Dimitrije Dimitrijević 9/0, Miroslav Lukić 9/0, Đorđe Veljković 2/0, Momčilo Đokić 16/1, Franjo Valok 14/2, Petar Radovanović 10/0, Josip Domorodski 7/0, Miroslav Paunović 5/0, Slobodan Anđelković 4/0, Ljubiša Broćić 2/0, Dobrivoje Zečević 16/8, Đorđe Lojančić 15/4, Aleksandar Petrović 11/12, Nikola Perlić 9/2, Milan Šijačić 9/4, Miodrag Savić 7/0, Matija Perlić 5/1, Jovan Živković 3/1, Petar Milosavljević 3/1, Petar Sretenović 3/0, Dimitrije Golubović 3/0, Kosta Lazarević 2/2, Slavko Milošević 2/0, Miodrag Marković 2/0, Nikola Savić 1/0
- Slavija (Sarajevo)

Trener: Risto Šošić

Mihovil Krstulović 18/0, Slavko Zagorac 16/0, Veljko Bajagić 1/0, Blažo Đurović 18/0, Zdravko Pavlić 17/0, Vojislav Marjanović 16/0, Vojin Vidović 9/2, Petar Manola 17/7, Milan Rajlić 17/12, Franjo Krajnc 16/1, Dragutin Petrović 14/4, Florijan Matekalo 14/5, Ratomir Dugonjić 9/1, Slavko Divčić 6/1, Milorad Bulajić 4/0, Slavko Marić 3/0, Armin Ler 2/1, Dušan Kalembre 1/1
- BASK (Beograd)

Trener: Milenko Jovanović & Milutin Ivković

Josip Babić 9/0, Čedomir Mirković 3/0, Bogoljub Smiljanić 2/0, Severin Bijelić 2/0, Lajoš Žiga 1/0, Milovan Jakšić 1/0, Milutin Ivković 15/0, Jovan Đenadić 13/0, Ratko Mihailović 3/0, Miodrag Dimitrijević 17/0, Ljubomir Vojinović 16/0, Dragoslav Klisarić 15/0, Vojislav Ristić 10/1, Franjo Sopček 3/0, Blagoje Stanković 2/0, Ratomir Čabrić 17/8, Mladen Šarić 16/3, Đorđe Detlinger 14/7, Aleksandar Tomašević 14/11, Mihailo Matijas 9/5, Milivoje Sekulić 7/1, Vladimir Kostić 3/0, Slobodan Babamović 2/1, Ratimir Pavlović 2/0, Živojin Spasojević 1/0, Aleksandar Vučićević 1/0
- HAŠK (Zagreb)

Trener: Rudolf Rupec

Josip Žmara 16/0, Velimir Šušković 2/0, Borivoj Konstantinović 18/0, Ivan Slivak 18/0, Zeno Golac 11/0, Tješimir Matijević 1/0, Nikola Pajević 18/0, Stjepan Horvat 16/6, Radovan Domaćin 8/0, Đuro Barberić 6/0, Ivan Gajer 4/0, Branko Kunst 2/0, Antun Ilik 2/0, Miroslav Pleše 2/0, Ivan Hitrec 18/4, Milivoj Fink 17/5, Antun Hrubec 17/4, Đuro Požeg 10/1, Mladen Vojtjehovski 3/1, Branimir Vidović 3/1, Anton Gumhalter 3/0, Milan Hrlić 1/0, Josip Poldrugač 1/0, Franjo Petrak 1/0
- SK Ljubljana (Ljubljana)

Trener: Gábor Obitz (Mađarska)

Peter Logar 16/0, Mirko Rožič 2/0, Vinko Jug 14/0, Stanko Bertoncelj 13/0, Viktor Hassl 9/0, Rudolf Šiška 3/0, Stane Jerman 1/0, Franc Boncelj 18/0, Vladimir Kukanja 9/0, Janez Pišek 4/0, Franc Vodišek 2/0, Julij Sočan 2/0, Oskar Obersnel 1/0, Avgust Repotočnik 17/3, Josip Bertoncelj 15/1, Franci Slapar 14/0, Josip Janežič 14/3, Aleksander Lah 11/6, Alojzij Jež 9/2, Ivan Zemljič 6/1, Rudolf Makovec 6/0, Josip Grintal 4/4, Rudolf Zavrl 3/0, Miroslav Šercer 3/0, Božidar Grošelj 1/0, Viljem Hörtner 1/0
- Concordia (Zagreb)

Trener: Božidar Ralić & Béla Virág

Anton Puhar 14/0, Dragutin Podhraški 4/0, Ivan Belošević 16/1, Zvonimir Belošević 13/0, Milenko Ralić 3/0, Antun Pospíšil 15/0, Vilim Vučilovski 11/1, Božidar Ralić 6/0, Zvonimir Jazbec 18/3, Egidije Martinović 17/5, Branko Paviša 16/1, Vladimir Vidmar 15/4, Krešimir Eibel 14/1, Svetislav Valjarević 12/4, Vladimir Lolić 10/3, Đuro Obrež 4/0, Vladimir Kogoj 4/0, Slavko Beda 3/1, Dragutin Hripko 1/0, Dragutin Golec 1/0, Radovan Pavelić 1/0
- Slavija (Osijek)

Trener: Eden Dombovary (Mađarska)

Franjo Gajčević 10/0, Matija Kveštek 6/0, Ivan Klika 2/0, Ernest Dubac 18/2, Josip Flam 10/0, Antun Nagyszombaty 5/0, Zvonimir Hrs 5/0, Dušan Kosić 2/1, Antun Kolar 18/1, Milan (I) Adamović 17/0, Stjepan Dejanović 10/0, Georgije  Isajlović 6/0, Zvonimir Gajer 3/0, Julio Gergec 18/1, Rudolf Chmelicek 16/12, Vladimir Eger 12/1, Dragutin Schulz 9/0, Petar (I) Cvetković 9/3, Adam Mesaroš 8/0, Ivan Kainz 6/1, Karlo Fronek 4/0, Pera Mihajlović 2/0, Anton Šmac 1/0, Vilim Cezar 1/0

## Vanjske poveznice
- RSSSF: Yugoslavia List of Topscorers
- RSSSF: Yugoslavia List of Final Tables
- RSSSF: sezona 1936./37.
- exyufudbal: Državno prvenstvo 1936./37.
- exyufudbal: Podsavezna prvenstva: 1936./37.
- fsgzrenjanin: SISTEM TAKMIČENJA U KRALJEVINI JUGOSLAVIJI
- claudionicoletti: KINGDOM OF YUGOSLAVIA 1931-1940